# 2024年の清水エスパルス
2024年の清水エスパルスは、清水エスパルスの2024年シーズンの成績を詳述する。

## 概要
- 秋葉体制2年目となる今シーズンはJ2リーグ、天皇杯、ルヴァン杯に出場予定。
- 開幕戦はアウェイでロアッソ熊本と対戦する[1]。ホーム開幕戦は愛媛FCと対戦する[1]。